# Тьодвелдисбайринн Стёйнг
Тьодвелдисбайринн Стёйнг (исл. Þjóðveldisbærinn Stöng, исландское произношение: [ˈθjouðˌvɛltɪsˌpaiːrɪn ˈstœiŋk], Ферма Содружества Стёйнг) - реконструированная усадьба эпохи викингов в Исландии , расположенная в долине Þjórsárdalur недалеко от Тьоурсаурдальсвегюр в графстве Аурнессисла. Это исторически точная реконструкция трёх зданий, включая длинный дом и дерновую церковь; Считается, что ферма была погребена под вулканическим пеплом в 1104 году после извержения вулкана Гекла.

## История
Ферма Стёйнг была раскопана в 1939 году группой исландских археологов. Это был первый раз, когда группа подготовленных археологов исследовала исландские руины. К празднованию 1100-летия заселения Исландии в 1974 году было решено реконструировать поместье и ферму эпохи заселения. Реконструкция длилась три года и место было официально открыто 24 июня 1977 года. Этот проект частично поддержали действующий на тот момент премьер-министр, государственная энергетическая компания и местный муниципалитет

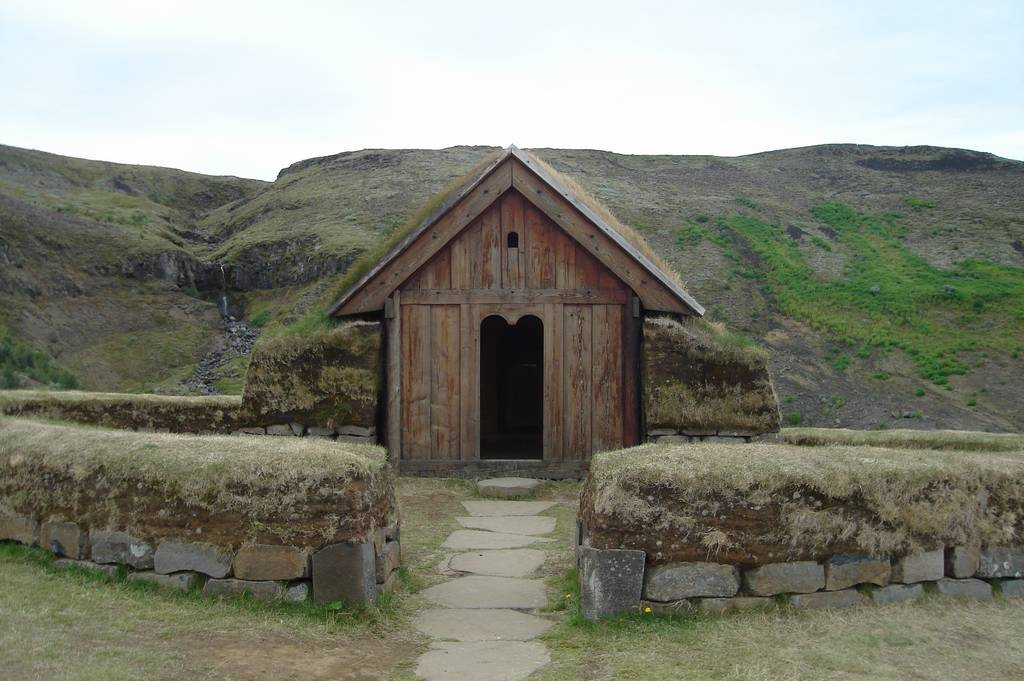
Вход в церковь на ферме

При строительстве фермы старались как можно точнее воспроизвести здания на основе руин в Стёйнг, чтобы показать, что средневековые поселенцы Исландии жили в хорошо спланированных, величественных зданиях. Все три здания теперь являются музейными экспонатами, иллюстрирующие старинную ручную работу по строительству жилищ.
На ферме также есть дерновая церковь, которая была реконструирована в честь 1000-летия принятия христианства в Исландии. Дизайн этой церкви вдохновлен церковью, которую археологи нашли во время исследований в Стёйнг в 1986-1998 годах. Они нашли остатки нескольких других средневековых церквей, которые вдохновили на создание копии. Эта церковь была освящена в 2000 году.

## Известность
Ферма получила большую известность после появление в сериале Игра престолов. Нападение одичалых на деревню было снято здесь, на ферме Содружества, где одичалые убили всех жителей фермы, кроме маленького мальчика Олли, которого сыграл Бренок О’Коннор.

## Галерея
|  |  |  |

## Разное
- В качестве модели входной двери использовалась известная деревянная дверь с резьбой в романском стиле Valþjófsstaðahurð, которая хранится в Национальном музее Исландии[6];
- Интерьеры основаны на старых деревянных изделиях, которые были найдены по всей Исландии и в Гренландии;
- Дерновая церковь построена из норвежского дерева и является подарком Норвегии по случаю 1000-летия христианства в стране.